# Christian Riganò
Christian Riganò (ur. 25 maja 1974 w Lipari) – włoski piłkarz występujący na pozycji napastnika.

## Kariera klubowa
Christian Riganò zawodową karierę rozpoczynał w 1993 roku w zespole Lipari Calcio. Już w pierwszym sezonie występów w tej drużynie Włoch popisał się dobrą skutecznością, ponieważ w 25 spotkaniach zanotował 15 bramek. Kolejny sezon był już słabszy, Riganò zakończył go z 7 trafieniami na koncie. Podczas rozgrywek 1995/1996 Christian nie rozegrał ani jednego meczu, a w kolejnych rozgrywkach 12 razy udało mu się wpisać na listę strzelców. Następnie Włoch trafił do występującej w Serie C2 Messiny. W 29 pojedynkach zaledwie 3 razy udało mu się pokonać bramkarzy przeciwnych drużyn.
Rok później Riganò został zawodnikiem Igei Virtus Barcellona. W tym zespole spędził 2 sezony i łącznie zdobył 28 goli w 50 spotkaniach. Kolejnym krokiem w karierze Włocha były przenosiny do Taranto Sport. W ekipie tej Riganò również występował przez 2 sezony, w których imponował skutecznością. W debiutanckim sezonie zaliczył 14 trafień w 31 meczach Serie C2, a w kolejnych rozgrywkach strzelił 27 trafień goli w Serie C1. Tyle samo goli co Riganò strzelili łącznie wszyscy pozostali zawodnicy tego klubu. Wychowanek Lipari w dużym stopniu przyczynił się do zajęcia przez swój zespół drugiego miejsca w końcowej tabeli i szansy zagrania w barażach o awans do Serie B.
W 2002 roku Riganò podpisał kontrakt z Fiorentiną, która po zdegradowaniu z Serie A występowała w Serie C2. W nowym klubie Włoch spisywał się jeszcze lepiej niż w Taranto i już pierwszy sezon występów w barwach „Violi” zakończył z 30 golami na koncie. Fiorentina awansowała do drugiej ligi, w której Włoch uzyskał 23 bramki w 43 pojedynkach. Sezon 2004/2005 był powrotem „Fioletowych” do grona pierwszoligowców. Od Riganò oczekiwano, że również w Serie A będzie imponował dobrą skutecznością. Okazało się jednak, że włoski napastnik nie potrafił w pełni pokazać swoich umiejętności w najwyższej klasie rozgrywkowej w kraju. 4 strzelone gole sprawiły, że Riganò na sezon 2005/2006 został wypożyczony do Empoli FC, jednak tam także nie potrafił odzyskać formy, którą prezentował w poprzednich latach.
W 2006 roku Włoch powrócił do Messiny, jednak 19 goli strzelonych przez Włocha nie pomogło w uniknięciu degradacji do drugiej ligi. Następnie Riganò dostał ofertę przejścia do hiszpańskiego Levante UD, z którym podpisał kontrakt w 2007 roku. Zaliczając 13 występów i strzelając 4 gole Riganò nie przekonał do siebie włodarzy hiszpańskiego klubu, którzy w zimowym okienku transferowym zdecydowali się wypożyczyć go do Sieny.
Po zakończeniu rozgrywek 2007/2008 Riganò pozostał bez klubu, natomiast w trakcie sezonu 2008/2009 został graczem Ternany Calcio. Rozegrał dla niego jednak tylko pięć spotkań, po czym w lutym 2009 roku przeszedł do US Cremonese. Następnie występował już tylko na szczeblu amatorskim.
W Serie A rozegrał 95 spotkań i zdobył 29 bramek.